# 팔마힘 공군 기지

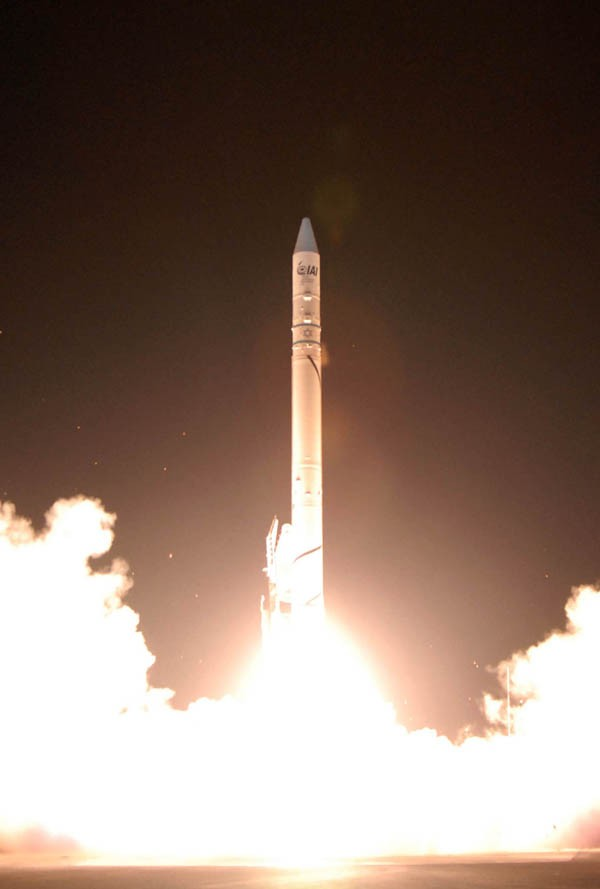

팔마힘 공군기지(히브리어: בסיס חיל-האוויר פלמחים, 영어: Palmachim Air Force Base)는 이스라엘의 우주센터이다. 텔아비브의 남쪽, 가자 지구의 북쪽에 위치해 있다. 이름은 지중해 연안에 위치한 팔마힘 키부츠에서 따왔다.
이스라엘 최초의 인공위성을 이 곳에서 발사했다. 각종 미사일 시험발사도 여기서 한다.
2007년 6월 11일, 이스라엘의 새로운 정찰위성 오페크 7호도 여기서 발사했다.
2007년 7월, 텔아비브의 수드도브 공군기지가 폐쇄되었다. 그 곳의 군사적 임무는 팔마힘 공군기지로 이전되었다.